# Коваленко, Александр Иванович
Александр Иванович Коваленко (укр. Олександр Іванович Коваленко, также известный как Злой одессит; род. 15 декабря 1981, Одесса) — украинский военно-политический обозреватель группы «Информационное сопротивление», журналист, писатель, блоггер. Ведущий эксперт Украинского центра исследования проблем безопасности имени Дмитрия Тымчука.

## Биография
Александр Коваленко родился 15 декабря 1981 в Одессе. Окончил Одесскую национальную академию связи имени А. С. Попова.
С началом российской агрессии в Украине в 2014 году стал известен как блоггер под никнеймом «Злой одессит». Его публикации на платформе блогов LiveJournal имели большую аудиторию как в Украине, так и России. Стал популярным благодаря освещению ключевых вопросов российской агрессии в Украине, его сообщения неоднократно попадали в списки крупнейших просмотров на платформе «Живого журнала», в том числе и среди аудитории Российской Федерации. В частности, он освещал провальные попытки импортозамещения в России. Его материал об экономических потерях, понесенных Россией в результате захвата украинских боевых кораблей в водах Чёрного моря, собрал почти 150 тысяч просмотров. За такую позицию он не раз блокировался администрацией LiveJournal, штаб-квартира которой находится в Москве. 24 февраля 2022 года, с началом полномасштабного российского вторжения на территорию Украины, российская администрация LiveJournal полностью изъяла страницу пользователя zloy-odessit.
В 2015 году Александр Коваленко присоединился к аналитической группе «Информационное сопротивление». В своих публикациях много внимания уделяет вопросу противостояния информационной агрессии со стороны России, противодействия фейкам и провокациям. Начиная с 2015 года, присоединился к противодействию блокировкам украинских пользователей в сети «Фейсбук», которые, по его мнению, связаны с влиянием миноритарного акционера Facebook компании Digital Sky Technology, принадлежащей российскому миллиардеру Юрию Мильнеру.
Уделяет большое внимание освещению военной операции азербайджанской армии в Нагорном Карабахе, считает, что Азербайджан должен давить на Армению для разрешения карабахского конфликта. Как военный и политический эксперт, комментирует ход русско-украинской войны в азербайджанских СМИ.
Автор книг «11 дней без Путина» и «Информационная война в режиме Standalone». Соавтор монографии «Стратегические коммуникации в условиях гибридной войны: взгляд от волонтера к ученому», изданной в Национальной академии Службы безопасности Украины.
Ведет блоги и авторские страницы на многих платформах, в том числе LiveJournal (с 24 февраля 2022 года изъят), «Обозреватель», Укринформ, «24 канал», site.ua, «Факты», «Фокус» и других. Выступал на каналах Юлии Латыниной, Майкла Наки и прочих.

## Публикации
- Стратегічні комунікації в умовах гібридної війни: погляд від волонтера до науковця: монографія / [А. В. Баровська та ін.]; Нац. акад. Служби безпеки України. — Київ: НА СБ України, 2018. — 517 с. — ISBN 978-617-646-442-6.
- «11 дней без Путина». — Одесса: Астропринт, 2015.
- «Информационная война в режиме Standalone».